# 宗泽亚
宗泽亚，是一位日本华人作家。

## 生平
毕业于中山大学，曾在中国科学院工作。1980年代末移居东京，历经留学、历任化学工程师、电子工程师等职。多年专注日本古代民间风俗文化及近代中日甲午战争史的研究。

## 著作
《清日战争》，世界图书出版公司，2012年4月，ISBN 9787510040498